# Francesco Manara
Francesco Manara (1969) è un violinista italiano.

## Attività
Vincitore in numerosi concorsi internazionali (tra cui il primo premio al Concorso internazionale d'esecuzione musicale di Ginevra nel 1993 e il "Premio Associazione Amici Nuovo Carlo Felice" alla 46ª edizione del Premio Paganini di Genova), il suo repertorio spazia da Bach ai contemporanei, e comprende i 24 capricci di Paganini da lui eseguiti integralmente più volte in concerto.
Fondatore del trio Johannes, dal 1992 è primo violino dell'orchestra del Teatro alla Scala e della Filarmonica, e dal 2001 è primo violino del Quartetto d'Archi della Scala. Suona un Guadagnini ”ex Buckemburg” del 1783.

## Discografia
- Bartolomeo Campagnoli, Concerto per violino op. 15; Concerto per flauto op. 3 n. 2, Sinfonia concertante per flauto, violino e orchestra, direttore Giancarlo Andretta, Orchestra di Padova e del Veneto, solisti Marco Folena, flauto, Francesco Manara, violino 1997 - Dynamic
- Niccolò Paganini, Sonata per la gran viola - Dynamic [collegamento interrotto]